# Рогожник (Прешовский край)
Рогожник (словац. Rohožník) — село и одноимённая община в районе Гуменне Прешовского края Словакии. В письменных источниках начинает упоминаться с 1454 года.

## География
Село расположено в юго-восточной части края, в южной части Низких Бескид, в долине одного из притоков реки Ситнички, при автодороге 3821. Абсолютная высота — 232 метра над уровнем моря. Площадь муниципалитета составляет 3,59 км².

## Население
| Год:                | 1994 | 2004     | 2014     | 2024     |
| ------------------- | ---- | -------- | -------- | -------- |
| Количество человек: | 59   | 31       | 27       | 37       |
| Разница:            |      | −47,45 % | −12,90 % | +37,03 % |

По данным последней официальной переписи 2011 года, численность населения Рогожника составляла 39 человек.
Национальный состав населения (по данным переписи населения 2011 года):
| Национальность | Численность, человек |
| -------------- | -------------------- |
| словаки        | 27                   |
| русины         | 11                   |
| украинцы       | 1                    |